# Eilberto di Colonia
Eilberto di Colonia (Colonia, circa 1110 – Colonia, circa 1165) è stato un orafo e incisore tedesco, specializzato anche come smaltatore.

## Biografia
Eilberto di Colonia fu un monaco attivo nella prima metà del secolo XII, religioso nel convento di San Pantaleone a Colonia, uno dei più antichi centri tedeschi dell'arte dell'oreficeria e degli smalti.
I dati anagrafici fondamentali dell'artista Eilberto sono indicati nell'iscrizione "Eilbertus Coloniensis me fecit" posta nella parte inferiore brunita di un altarolo, oggi nei Musei statali di Berlino.
Le opere che realizzò furono prevalentemente oggetti destinati al culto, come altari portatili, reliquari, ecc.
Si caratterizzò per l'unione dell'uso degli smalti policromi con l'oro secondo un gusto coloristico e una tecnica divenuti poi tipici di buona parte dell'orificeria tedesca del periodo romanico.
Tra le opere che gli sono attribuite si possono menzionare l'altarolo portatile del cosiddetto tesoro dei Guelfi e i reliquari di San Vittorio a Xanten e quello conservato a Mönchengladbach.
Alcuni storici dell'arte, quali Schulten (1966) identificarono Eilberto di Colonia con l'"Alberti sacerdotis et canonici aurifabri", attivo nell'abbazia di Knechtsteden a Straberg, in Renania, anche se questa ipotesi non sembra la più accreditata.

## Opere
- Altarolo portatile del cosiddetto tesoro dei Guelfi (Musei statali di Berlino);
- Reliquario di San Vittorio a Xanten;
- Reliquario a Mönchengladbach.